# Chicopee (Kansas)
Chicopee es un lugar designado por el censo ubicado en el condado de Crawford en el estado estadounidense de Kansas. En el año 2010 tenía una población de 193 habitantes.

## Geografía
Chicopee se encuentra ubicado en las coordenadas 37°22′52.22″N 94°44′36.36″O / 37.3811722, -94.7434333 (37.381173° 	-94.743433°).